# بينوكيو 3000
بينوكيو 3000 (بالإنجليزية: Pinocchio 3000)‏ فيلم خيال علمي متحرك بالحاسوب عام 2004 وزعته كريستال فيلمز. مثل إي آي: الذكاء الاصطناعي (2001) ، هو تفسير خيال علمي مستقبلي لرواية 1883 الكلاسيكية مغامرات بينوكيو التي كتبها كارلو كولودي.

## طاقم التمثيل
- سونيا بول
- هوارد ريشبان
- هاوي مانديل
- ووبي غولدبرغ
- هيلينا إيفانجيليو
- مالكولم ماكدويل
- مات هولاند
- جاك دانيال ويلز
- بوبي إدنر
- غابرييل الفاسي
- تيرينس سكاميل

## وصلات خارجية
- بينوكيو 3000 على موقع IMDb (الإنجليزية)
- بينوكيو 3000 على موقع روتن توميتوز (الإنجليزية)
- بينوكيو 3000 على موقع نتفليكس (الإنجليزية)
- بينوكيو 3000 على موقع ألو سيني (الفرنسية)
- بينوكيو 3000 على موقع Turner Classic Movies (الإنجليزية)
- بينوكيو 3000 على موقع أول موفي (الإنجليزية)
- بينوكيو 3000 على موقع فيلمافينيتي (الإسبانية)
- بينوكيو 3000 على موقع قاعدة بيانات الفيلم (الإنجليزية)
- بينوكيو 3000 على موقع ليتربوكسد (الإنجليزية)
- بينوكيو 3000 على موقع كينوبويسك (الروسية)